# Mietków (plaats)
Mietków (Duits: Mettkau) is een dorp in het Poolse woiwodschap Neder-Silezië, in het district Wrocławski. De plaats maakt deel uit van de gemeente Mietków.